# Andorra az olimpiai játékokon
Andorra először az 1976. évi téli olimpiai játékokon vett részt, azóta minden olimpiai eseményen képviseltette magát.
Andorra egyetlen olimpiai érmet sem nyert, sportolói általában úszásban, atlétikában, sportlövészetben és tornában mérik össze magukat más nemzetek versenyzőivel.
Az Andorrai Olimpiai Bizottság 1971-ben alakult meg, a NOB 1975-ben vette fel tagjai közé.